# Большая Сойва
Больша́я Со́йва (коми Ыджыд Сойва) — деревня в Троицко-Печорском районе Республики Коми, входит в состав городского поселения Троицко-Печорск.

## География
Деревня находится в северо-западной части района, на правом берегу реки Печора, на расстоянии примерно 7 км (по прямой) к юго-западу от посёлка городского типа Троицко-Печорск, административного центра района.

### Климат
Климат умеренно-континентальный, лето короткое и умеренно-прохладное, зима многоснежная, продолжительная и холодная. Среднегодовая температура -1.2 градусов С, при этом средняя температура января равна —18 °С, июля — +16 °С. Продолжительность отопительного периода равна 254 суткам при среднесуточной температуре —7,40 °С. Устойчивый снежный покров образуется в среднем в 26 октября и продолжается до 14 мая. Средняя высота снежного покрова за зиму незащищенных участков – 74 см, максимальная – 116 см, минимальная – 38 см.

### Часовой пояс
Деревня Большая Сойва, как и вся Республика Коми, находится в часовой зоне МСК (московское время). Смещение применяемого времени относительно UTC составляет +3:00.

## История
Деревня впервые упоминается в 1784 году. Название дано по реке Сойва. В 1897 году построена часовня Георгия Победоносца. В 1901 году в деревне было открыто земское училище. В советское время работали колхозы имени Калинина и «Красная Сойва», позже — совхоз «Приуральский».

## Население
| 2010 | 2012 | 2013 | 2014 | 2015 | 2016 | 2017 |
| ---- | ---- | ---- | ---- | ---- | ---- | ---- |
| 50   | ↘44  | ↘42  | ↗43  | ↘42  | ↘38  | ↘37  |
| 2018 | 2019 | 2020 | 2021 | 2024 |      |      |
| ↘36  | →36  | ↘34  | ↘29  | ↘26  |      |      |

### Национальный состав
Согласно результатам переписи 2002 года, в национальной структуре населения коми составляли 86 % из 70 чел.